# José Esteban Montiel
José Esteban Montiel (Ogíjares, Granada, 20 de septiembre de 1962) es un atleta español especializado en maratón. 

## Historia
El 14 de mayo de 1989, venció en la 3ª carrera de la 2ª edición de la Adidas-Kas invirtiendo 59m 39s en los 20 km del recorrido.
El 15 de octubre del mismo año consiguió su mejor marca en la maratón de San Sebastián llegando a la meta en un tiempo de 2h 10m 50s. No obstante, a pesar de suponer dicha marca una nueva plusmarca española en la distancia, en poder hasta ese momento de Santiago de la Parte con 2h 11m 10s, fue invalidada posteriormente al haberse realizado una medición errónea del recorrido que era 462 metros más corto de lo reglamentario.
Volvió a correr por debajo de dicho tiempo en el maratón de Londres del 22 de abril de 1990 finalizando 4º con un registro de 2h 11m 04s, pero no fue suficiente para obtener la plusmarca al quedar 3º con 2h 10m 48s el toledano Juan Francisco Romera.
En el verano de 1990 representó a la selección española en el Campeonato Europeo de Atletismo de Split (Yugoslavia) cosechando un 5º puesto con un registro de 2h 17m 51s.
Volvió a Londres el 21 de abril de 1991 para competir en la Copa del mundo de maratón donde fue el mejor español al terminar en la 12º posición con 2h 11m 59s.
Compitió en los Juegos Olímpicos de Barcelona 1992 finalizando en 32ª posición con una marca de 2h 19m 15s. Poco antes, en el mes de julio, había hecho el último trayecto como portador de la antorcha olímpica a su paso por Granada corriendo con ella hasta introducirla en el palacio de los deportes de la localidad.
En 1994, participó por segunda vez en el Campeonato Europeo de Atletismo celebrado en Helsinki (Finlandia) pero no terminó la carrera.
El 2 de abril de 1995, participó en el maratón de París donde firmó un registro de 2h 11m 24s que le permitió finalizar en sexta posición.
También tuvo participaciones destacadas en pruebas de media maratón como en la de Bahía de Cádiz en 1991 donde acreditó 1h 02m 42s.

## Mejores marcas
- 2h 11m 04s (Londres, 1990)